# Maxime Carabin
Maxime Carabin (Luik, 18 september 2000) is een paralympische sporter uit België. Hij doet mee aan G-atletiek in de categorie T52. Hij is meervoudig wereldkampioen en wereldrecordhouder op de T52 100 meter, 200 400 meter en 1500 meter voor mannen.

## Biografie
Carabin werd in 2000 in België geboren. In november 2019 raakte hij verlamd aan beide benen en linkerarm door een ongeluk tijdens een handbalwedstrijd. 1 jaar later, na het proberen van handbike-racen (te ingewikkeld) en para-zwemmen (te eenzaam), ontdekt hij rolstoel-para-atletiek en richt hij zijn blik op de Olympische Zomerspelen van 2024 in Parijs, Frankrijk. Daar neemt hij deel aan de 100 en 400 meter. Samen met zijn entourage richtte hij in juli 2023 de non-profitorganisatie "Wheeler Forever" op met als doel het promoten en toegankelijker maken van G-atletiek.

## Atletiek
Carabin nam aan zijn eerste grote internationale wedstrijd als G-atleet deel tijdens de wereldkampioenschappen van 2023 in Parijs, waar hij de gouden medaille won op zowel de 100 als de 400 meter sprint.
Het jaar daarop deed Carabin hetzelfde en won opnieuw goud op de 100 en 400 meter sprint tijdens de wereldkampioenschappen in Kobe, Japan. Hij voegde er nog een derde aan toe door ook de 1500 meter te winnen en kampioenschapsrecords te vestigen in alle drie de onderdelen.
Op de Paralympische Spelen van 2024 in Parijs won Carabin goud op de 400 meter sprint.

## Onderscheidingen
Belgisch Paralympisch Atleet van het Jaar (2023)